# Jean Monsour
Jean Bernard André Monsour, né le 27 novembre 1952 à Neuilly-sur-Seine et mort à Paris le 19 août 2003, est un écrivain français, auteur de romans policiers et de romans noirs.

## Biographie
Juriste de formation, il séjourne pendant deux ans en Côte d'Ivoire. De retour à Paris, il travaille un temps dans le domaine de la sécurité privée.
En 1982, La Forte Tête, son premier roman noir, raconte comment une petite frappe, surnommée Tête de Mort, devient le caïd d'une caserne de Bar-le-Duc « sous l'œil impassible de la hiérarchie qu'il fait chanter ». 
Plus près du roman policier classique, Les Joyaux de la couronne (1984), a pour héros Igor, un séduisant escroc et champion d'échecs, qui entreprend de s'emparer des joyaux de la Couronne britannique de la Tour de Londres avec la complicité « d'un acteur qui ressemble comme deux gouttes d'eau au Prince Charles ». Le personnage d'Igor revient dans Le Rembrandt d'Amsterdam (1985), où il se met au service d'un milliardaire qui désire posséder un tableau du Rijksmuseum.
Le Renard de la Forêt-Noire (2002), nouvelle variation sur le thème du cambriolage impossible, est un roman policier historique se déroulant pendant les dernières heures de la Seconde Guerre mondiale, alors qu'un équipe très hétéroclite de malfaiteurs cherche à s'emparer des toiles de maître « rassemblés dans une forteresse imprenable ».
Il meurt le 19 août 2003 à Parix (Vème).

## Œuvre

### Romans

#### SérieIgor
- Les Joyaux de la couronne, Paris, Fleuve noir, coll. « Engrenage » no 94 (1984)   (ISBN 2-265-02595-X)
- Le Rembrandt d'Amsterdam, Paris, Fleuve noir, coll. « Spécial Police » no 1978 (1985)  (ISBN 2-265-03140-2)

#### Autres romans
- La Forte Tête, Paris, Fleuve noir, coll. « Engrenage » no 51 (1982)  (ISBN 2-265-02112-1)
- Chacun pour soi, la mort pour tous, Paris, Fleuve noir, coll. « Engrenage » no 78 (1983)  (ISBN 2-265-02483-X)
- Une nouvelle peau, Paris, Fleuve noir, coll. « Engrenage » no 116 (1985)  (ISBN 2-265-02963-7)
- Le Renard de la Forêt-Noire, Paris, Éditions du Masque, coll. « Grand Format » (2002)  (ISBN 2-7024-8041-1)

### Nouvelles
- Images fatales, Bayard Presse, Côté femme (11 juillet 2001)
- Palimpeste, Bayard Presse, Côté femme (14 novembre 2001)
- Informatique story, Bayard Presse, Côté femme (17 avril 2002)
- Achille a tué Hector, Miniature, nouvelle série, no 24, (octobre 2002)

## Sources
- Claude Mesplède (dir.), Dictionnaire des littératures policières, vol. 2 : J - Z, Nantes, Joseph K, coll. « Temps noir », 2007, 1086 p. (ISBN 978-2-910-68645-1, OCLC 315873361), p. 378.